# Walter Fehrmann (Verwaltungsjurist)
Friedrich Walter Fehrmann (* 28. August 1886 in Hamburg; † 21. Januar 1963 in Mainz) war ein preußischer Verwaltungsjurist, Rechtsanwalt  und Landrat.

## Leben
Fehrmann begann 1908 als Gerichtsreferendar und wurde 1914 Gerichtsassessor. Im Ersten Weltkrieg von 1914 bis 1918 wirkte er als Kriegsgerichtsrat im Felde und dann beim Kommandanturgericht in Danzig. 1919 wurde er Probe-Justitiar bei der Regierung Liegnitz und war ab 1920 als Regierungsassessor im Polizeipräsidium in Magdeburg beschäftigt und dann beim Oberpräsidenten in Ostpreußen. Ab 1921 wirkte Fehrmann vertretungsweise als Landrat im Kreis Belgard (Persante), Provinz Pommern. Seit 1922 war er als Regierungsrat bei der Regierung in Königsberg (Preußen), Magdeburg und dann Merseburg beschäftigt. Ab 1924 wirkte er als Oberregierungsrat im Ministerium des Innern und war der DDP nahestehend. 1925 amtierte Fehrmann als Vizepräsident der Regierung in Merseburg und wurde 1929 i. e. R. versetzt. Im Anschluss war Fehrmann Rechtsanwalt in Merseburg, aber wurde am 4. Oktober 1932 zum Vizepräsidenten beim Oberpräsidenten in Magdeburg ernannt und 1936 a. D. versetzt. Fehrmann war zudem Generaldirektor der Städte-Feuersozietät in der Provinz Sachsen sowie Leiter des Landesverbandes im Volksbund für das Deutschtum im Ausland.